# Храм Артеміди
Храм Артемі́ди або Артемісіон (дав.-гр. Ἀρτεμίσιον; тур. Artemis Tapınağı) — перший мармуровий давньогрецький храм, що існував в Іонії на егейському узбережжі Малої Азії поруч з античним містом Ефес (поблизу сучасного містечка Сельчук у Туреччині) та був присвячений давній місцевій формі богині Артеміди. Протягом своєї історії храм двічі повністю перебудовувався — в VII ст. до н. е. (після руйнівного потопу) і в IV ст. до н. е. (після підпалу Геростратом). В остаточному вигляді набув слави одного з Семи чудес світу.
Храм сильно постраждав під час навали готів у 262 році й остаточно знищений як місце поганського культу у 401 році константинопольським архієпископом Іваном Золотоустим, під час його візиту до Ефесу. Місце розташування храму було віднайдене у 1869 році експедицією, організованою Британським музеєм. Станом на сьогодні на місці храму  лише залишки фундаменту та одна колона, символічно складена з різних фрагментів, знайдених під час розкопок.

## Перший храм

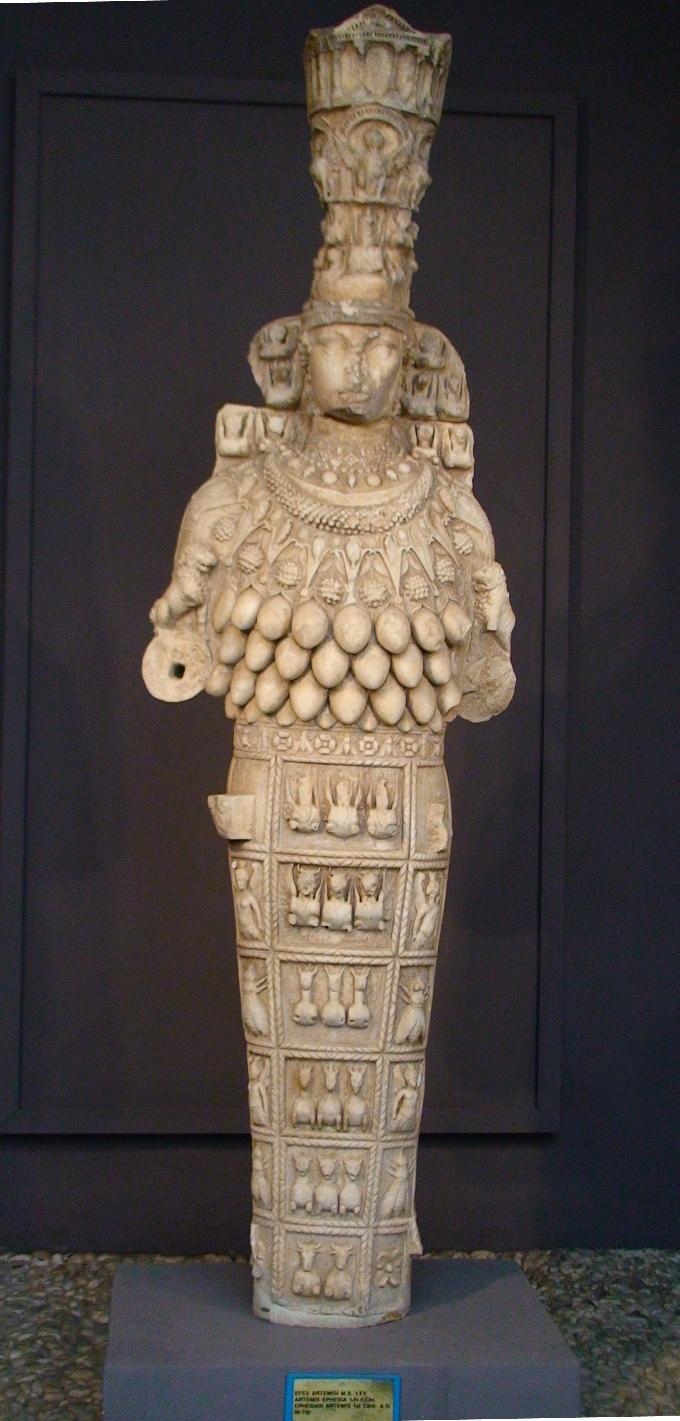
Статуя Артеміди

Теменос (дав.-гр. τέμενος — священне місце, святилище) поруч з Ефесом існував задовго до зведення тут першого Артемісіона. Павсаній був упевнений, що святилище існувало ще задовго до появи в цих місцях іонійців і було навіть старіше за оракульне святилище Аполлона в сусідній Дідімі, споруджене приблизно в VII столітті до н. е. Він вважав, що до прибуття іонійських греків мешканцями цих міст були лелеги та лідійці. У своєму Гімні Артеміді Каллімах приписував створення першого теменосу в Ефесі амазонкам, які, на його думку, поклонялись Артеміди, що була їх богинею-покровителькою. Згідно з Павсанієм, Піндар вважав, що амазонки-засновниці святилища брали участь у облозі Афін. Тацит також вірив в заснування першого храму амазонками, проте сам Павсаній вважав, що святилище навіть передувало часам амазонок.
Сучасна археологія не може підтвердити амазонок Каллімаха, але розповідь Павсанія про давнину цього місця здається цілком обґрунтованою, оскільки є підтвердження, що це місце було заселене ще з часів Бронзової доби.
Перший храм Артеміди, що існував на цьому місці був зруйнований повінню в VII ст. до н. е., внаслідок чого над первинною глиняною підлогою храму утворився шар мулу і піску завтовшки до 0,5 метра.

## Другий храм

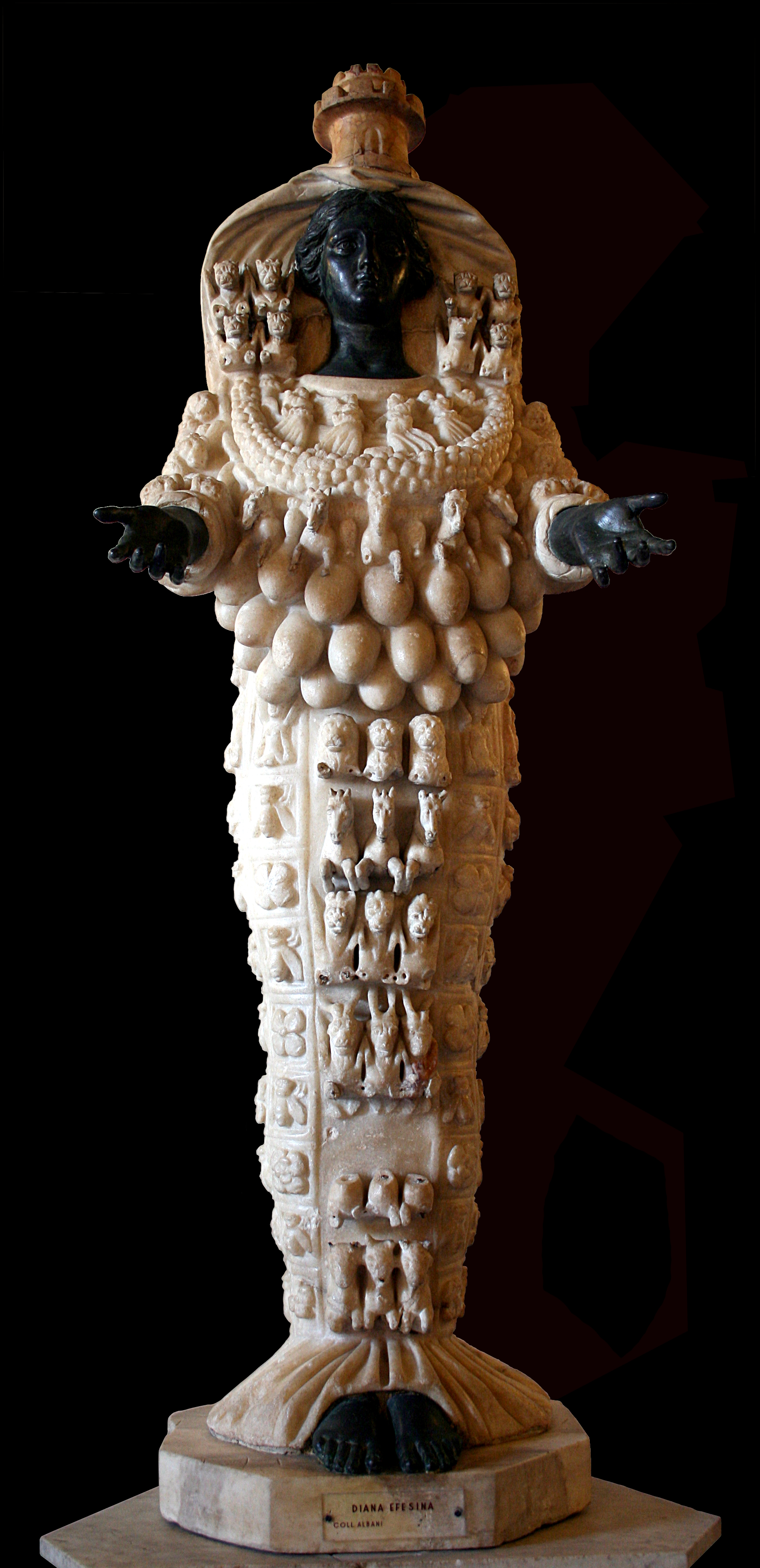
Артеміда Ефеська. Мармур та бронза. Римська копія грецького оригіналу ІІ ст. до н. е.

Будівництво другого храму, що розпочалось біля 550 року до н. е., фінансував лідійський цар Крез (Кросус), засновник Лідійської імперії, до складу якої входило зокрема і місто Ефес. Проект храму розробив і реалізував грецький архітектор Херсіфрон з Кноссу та його син Метаген.
Херсіфрон запропонував будувати храм, оперезаний подвійним рядом колон, але справа ускладнювалась тим, що поруч не було джерел мармуру. Допоміг випадок[джерело?]:
| Пастух Піксодор пас стадо на пагорбах біля Ефеса. Два барани почали бійку, під час якої один з них з розбігу вдарився об скелю, від якої відлетів білий уламок. Коли пастух зрозумів, що в нього в руках мармур, він поспішив до міста, де зраділі мешканці міста нагородили його дорогими подарунками. |
Другий храм був зведений у вигляді прямокутної будівлі з мармуру та дерева завдовжки 115 метрів (377 футів) та завширшки 46 метрів (151 футів), оперезану з усіх боків подвійною колонадою з висотою колон близько 13 метрів і, ймовірно, був першим в історії грецьким храмом, збудованим з мармуру.

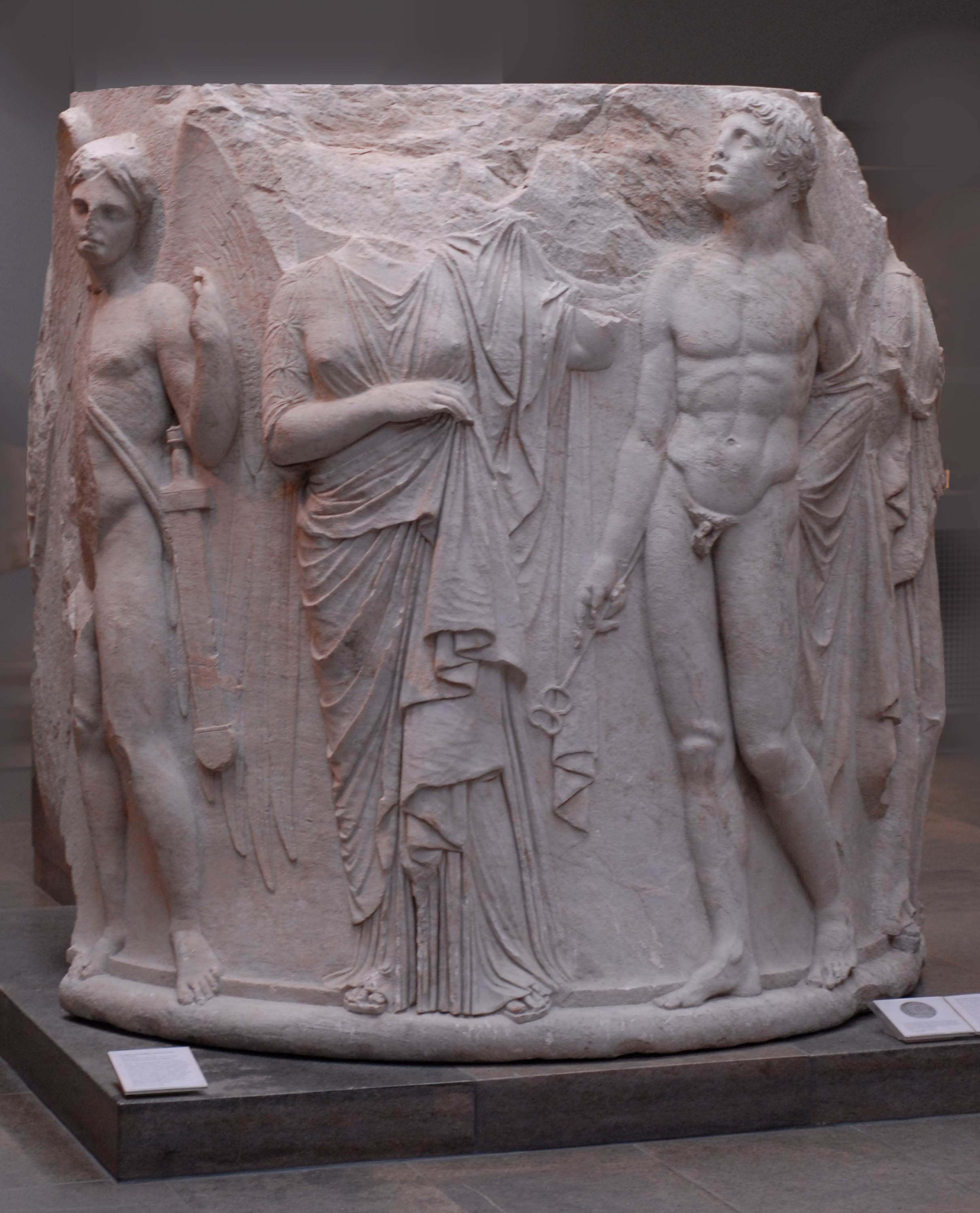
Нижні барабани колон храму Артеміди. Британський музей

Унікальним був сам спосіб побудови храму. Він був зведений на болотистому ґрунті. Незвичність вибору місця пояснювалася прагненням будівельників уникнути руйнування храму внаслідок частих землетрусів і пожеж[джерело?]. На думку архітектора Херсифрона, м'який болотистий ґрунт слугував амортизатором при землетрусах, а щоб запобігти осіданню величезної кам'яної будівлі, було вирішено заповнити котлован сумішшю деревного вугілля і вовни. Будівлю прикрашали бронзові статуї, створені такими скульпторами, як Фідій, Поліклет, Кресилус і Фрадмон.
Аналіз барельєфів, якими були прикрашені найнижчі барабани храмових колон, показав, що для будівництва другого храму використовувалися колони попередньої версії храму, які мали відповідний декор. Мабуть, про це не знав Пліній Старший, який у своїй «Природничій історії» стверджував[джерело?], що архітектори нового храму вирішили побудувати його на болотистій місцевості щоб захистити від землетрусів (тоді як насправді храм було зведено на цьому місці, оскільки там розташовувався його попередник[джерело?]).
Храм став важливою визначною пам'яткою, яку відвідували правителі, торговці та мандрівники, багато з яких віддавали шану Артеміді у вигляді підношення дорогоцінностей, прикрас та різноманітних товарів. Храм також пропонував притулок тим, хто тікав від переслідування чи покарання. Ця традиція була пов'язана з міфом про амазонок, які двічі втікали до святилища Артеміди, шукаючи захисту богині спочатку від Діоніса, а згодом — від Геракла.

## Ритуальний храмовий скарб

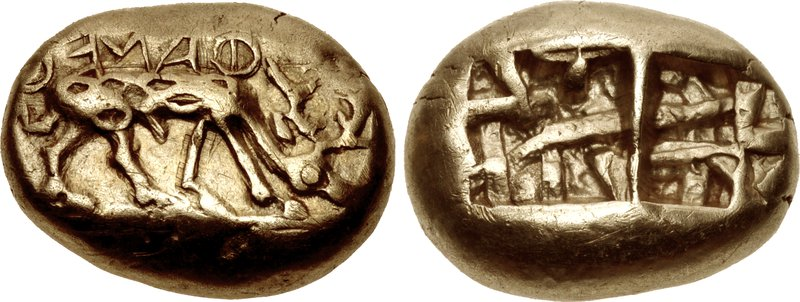
Найдавніші відомі монети з легендою — викарбувані з електруму в Карії (Ефес) в 625—600 р. до н. е. Скарб Артемісіона

Під фундаментом другого храму було знайдено багатий ритуальний скарб тієї епохи, закладений у зв'язку із заснуванням храму, так званий «скарб Артемісіона». У складі скарбу знайдено більше тисячі предметів, зокрема найдавніші підписані монети, виготовлені зі срібно-золотого сплаву — електруму. Перші відомі в світі монети з'явились в сусідній з Ефесом Лідії приблизно в 640 році до н. е. і також карбувались з електруму. Монети зі скарбу Артемісіона на 15-40 років молодші за лідійські, але це перші в світі монети, що містять напис (легенду). На монетах викарбовано давньогрецькою мовою — ΦΑΝΕΟΣ ΕΜΙ ΣΗΜΑ або просто ΦΑΝΕΟΣ. Щодо інтерпретації цих написів у науковців немає єдиного погляду. Згідно з однією з гіпотез, цей напис слід інтерпретувати як «Я — знак/печатка Фанеса» (тобто, він позначає належність якомусь Фанесу, який міг бути, наприклад, багатим ефеським торговцем), згідно з іншою, напис слід сприймати як посвяту Фанесу — сяючому божеству-деміургу, що був одним із втілень бога Аполлона, брата Артеміди[джерело?].

## Знищення Геростратом
У 356 р. до н.е храм було знищено Геростратом, який підпалив дерев'яні балки даху, прагнучи отримати славу за будь-яку ціну. Саме від цього вчинку постав термін «слава Герострата». Обурені мешканці Ефесу засудили Герострата до смерті та заборонили будь-кому згадувати його ім'я, проте пізніше історик Феопомп зазначив його в своїх записках і Герострат таки отримав свою славу.
У грецькій та римській історичній традиції руйнування храму збіглося з народженням Александра Македонського (близько 20/21 липня 356 р. до н. е.). Плутарх зауважив, що вочевидь Артеміда була занадто зайнята народженням Александра, щоб врятувати її палаючий храм.
Після пожежі, під уламками храму ефесці знайшли майже непошкоджену статую Артеміди, що слугувало для них чудесним знаком до відновлення будівлі.

## Третій храм

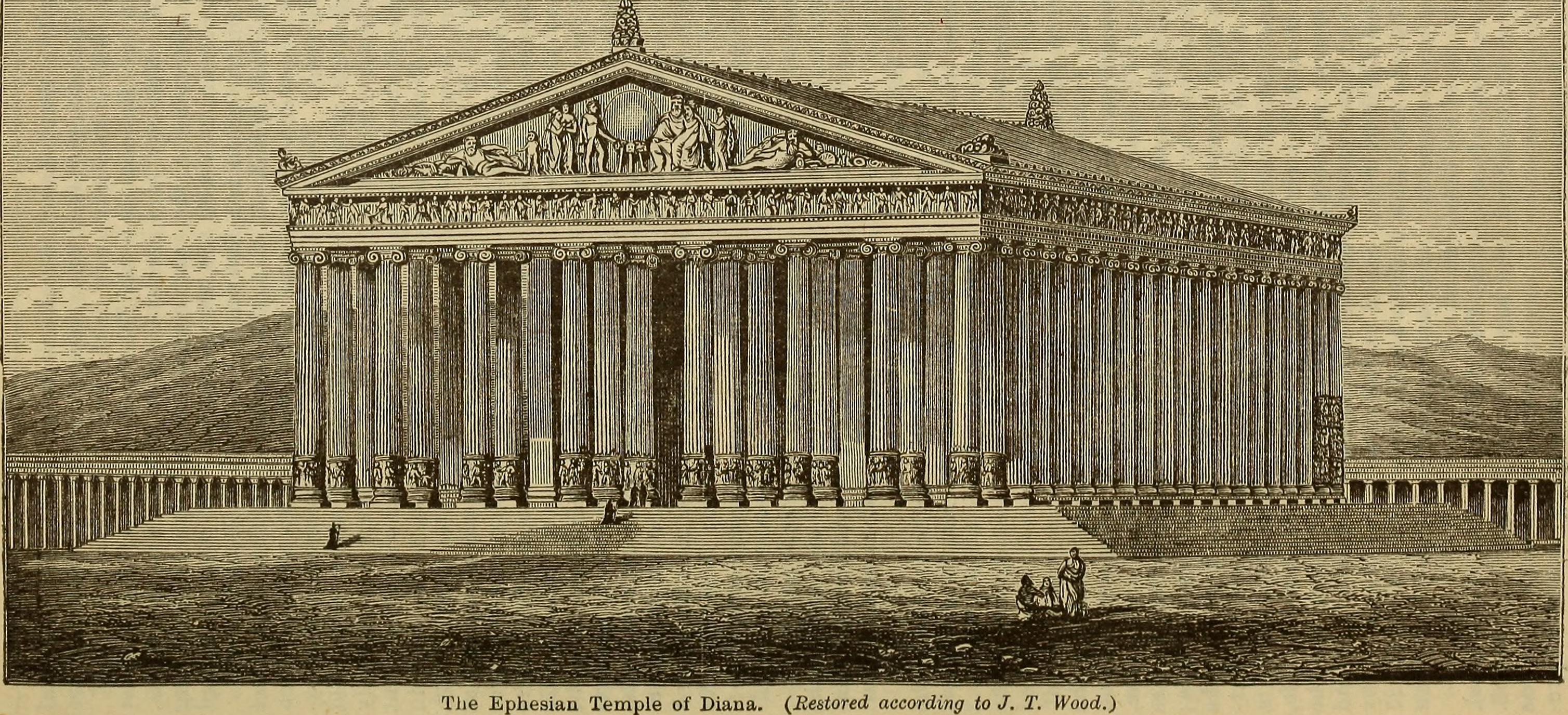
Храм Артеміди. Гравюра XIX ст.

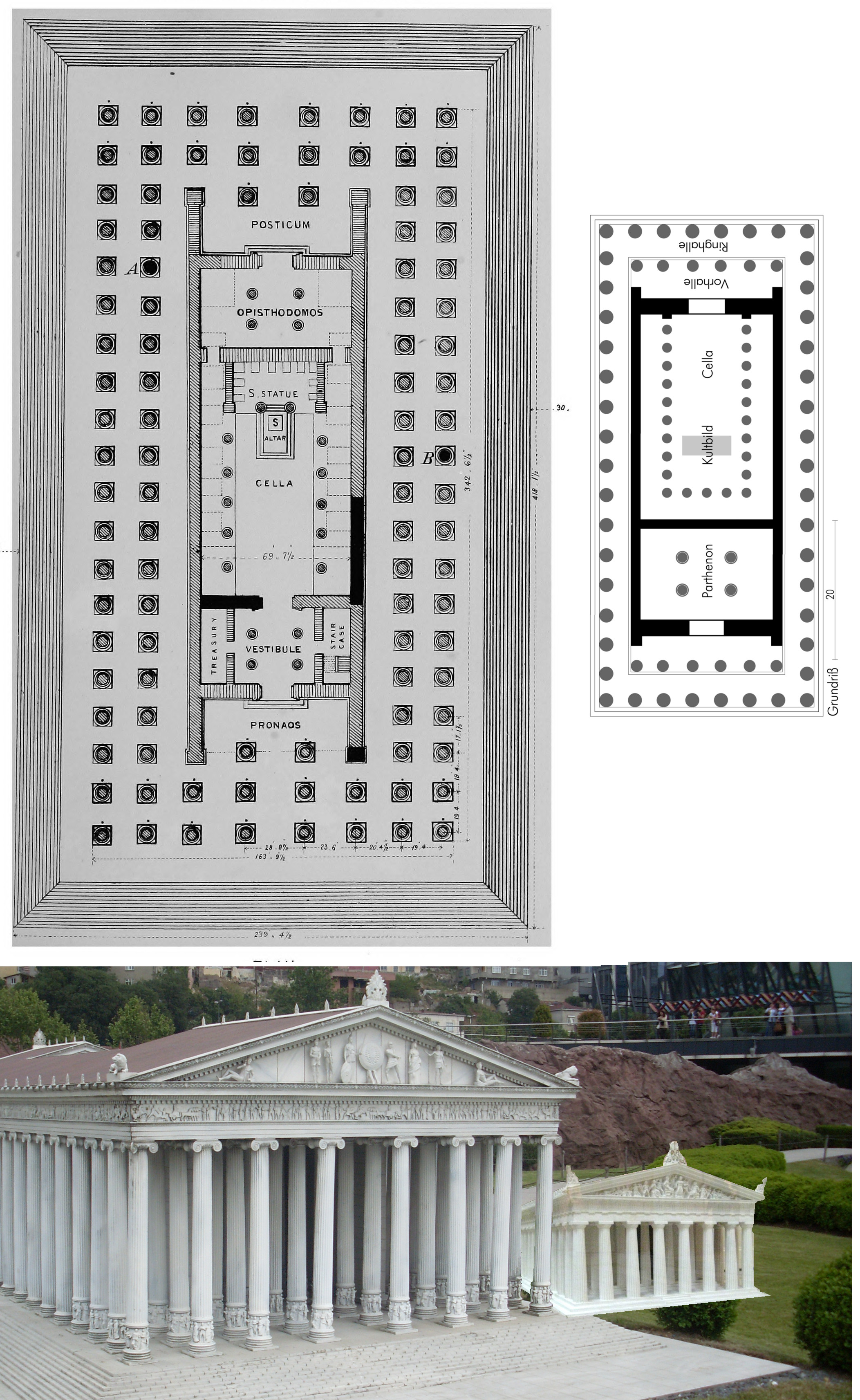
Реконструкція плану третього храму Артеміди в Ефесі (ліворуч) і його співвідношення з планом Парфенону в Афінах (праворуч)

Коли за 25 років вже дорослий Александр Македонський під час війни з персами на чолі зі своїм військом підійшов до Ефесу, він повідомив мешканцям міста про своє бажання відновити зруйнований храм власним коштом. Але Александр забажав, щоб на відновленому храмі, поряд з ім'ям Артеміди було увіковічене також і його ім'я, на що мешканці Ефеса йому дипломатично відмовили:

| «Не личить одному Богу будувати храми іншим Богам». На що Александр посміхнувся і відповів: «Як бажаєте…» |
Щоб не образити Александра Македонського своєю відмовою, ефесці замовили для храму його портрет художнику Апеллесу, який зобразив полководця подібно Зевсу з блискавкою в руці. Коли замовники приймали полотно, вони були вражені бездоганністю картини та оптичним ефектом (рука з блискавкою начебто виступала за рамки картини) та заплатили за роботу 25 золотих талантів, що в ті часи було найвищою оплатою за одну картину.
Врешті-решт ефесці відбудували храм за свій власний рахунок вже після смерті Александра. Роботи розпочались у 323 р. до н. е. і тривали протягом багатьох років. Третій храм був більший за другий: 137 м завдовжки, 69 м завширшки і 18 м заввишки з більш ніж 127 колонами. Афінагор з Афін вказує, що скульптором головного культового образу Артеміди в новому храмі був Ендой, учень Дедала.
Багато прославлених тогочасних майстрів прикрашали новий храм Артеміди. Витончені барельєфи, що вінчали частину колон, створив скульптор Скопас, статуї у внутрішніх приміщеннях — Праксітель. Чимало багатих римлян дарували храму золоті й срібні скульптури.

## Функції
Храм виконував подвійну функцію: ринку і релігійного закладу. Тривалий час святилище відвідували прочани, торговці, ремісники і правителі, які приносили дари богині. За давніми переказами, під час однієї з облог жителі Ефеса протягли від храму до міста мотузку, перетворивши тим самим місто Ефес на недоторканне святилище. Злодії, які тікали від правосуддя, ховалися в стінах храму, тому що ніхто не мав прав їх заарештувати в цих стінах. Багато з них помирали там від голоду.
Слава Артемісіону була настільки велика, що в ньому зберігали свої заощадження люди зі всіх кінців грецької ойкумени. Учень Сократа, знаменитий історик Ксенофонт, який передав на зберігання богині велику суму грошей перед походом у Персію (описаному в «Анабазисі»), після повернення вибудував за них на ознаку вдячності Артеміді маленький храм — зменшену копію ефеського — в містечку Скіллунті в Еліді.

## Подальша доля
У 262 році готи, яких приваблювали чутки про незліченні багатства міста й Артемісіону, вдерлися у Малу Азію і розграбували святилище. Наступним ударом стала заборона язичницьких культів у Римській імперії у 391 році при імператорі Феодосії Великому. У 401 році Ефес відвідав константинопольський архієпископ Іван Золотоустий і, як припускається, саме за його наказом Артемісіон, як місце поганського культу було знищено остаточно. Відомо, однак, що культ Артеміди продовжували відправляти там ще два сторіччя, поки місце остаточно не було покинуте після землетрусу.
Легенда, що виникла у пізньому середньовіччі стверджує, що деякі колони для спорудження християнського собору Святої Софії в Константинополі були взяті з храму Артеміди в Ефесі, але в вона нічим не підтверджується.

## Віднайдення храму

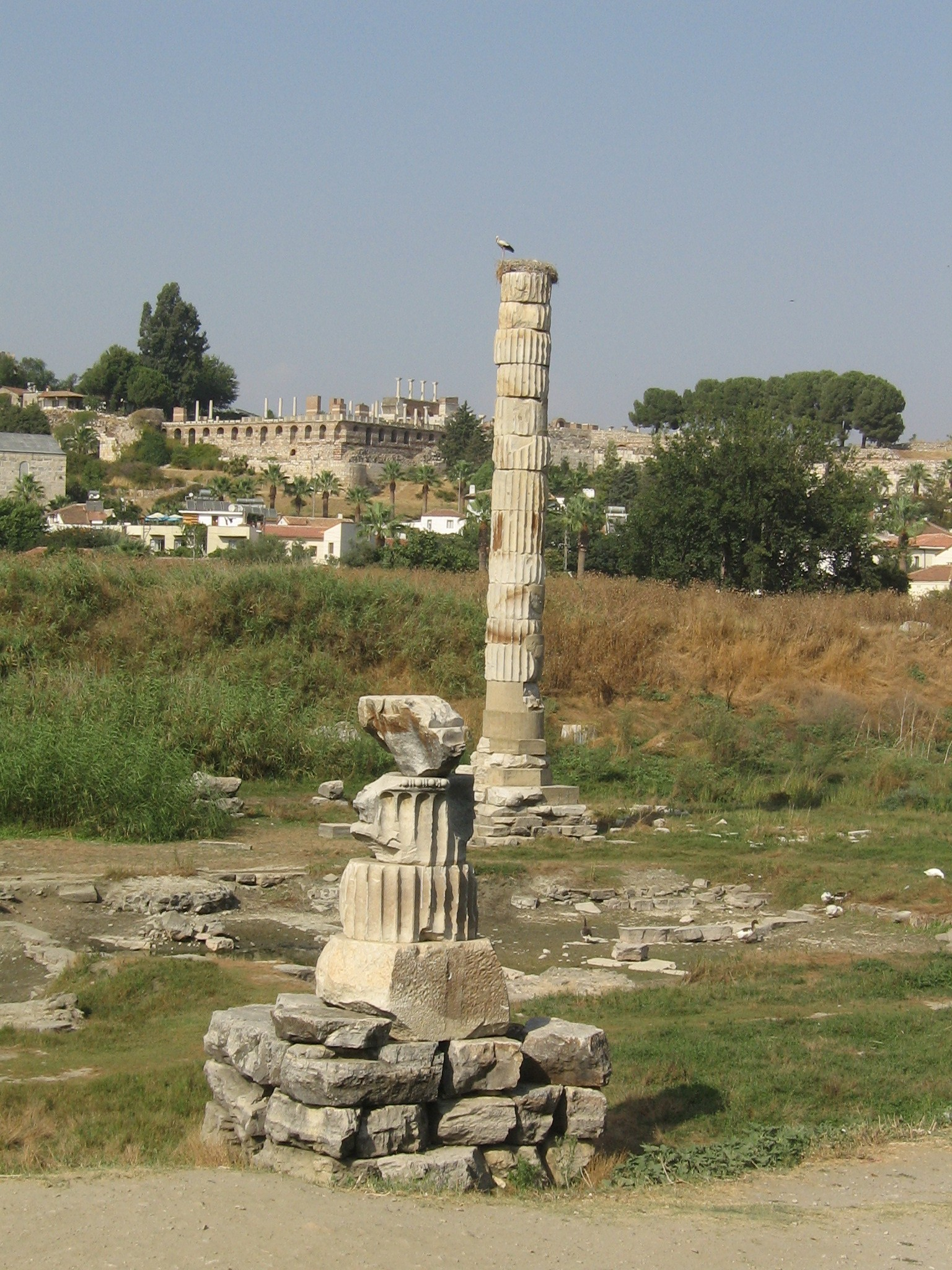
Залишки Храму Артеміди (серпень 2006 року)

Після шести років пошуків, місце храму було заново відкрито 31 грудня 1869 року експедицією під проводом Дж. Т. Вуда, яка спонсорувалась Британським музеєм. Внаслідок розкопок, проведених англійськими археологами, у болоті, на передбачуваному місці знаходження святилища, була знайдена опорна плита споруди і численні підношення в храм. Ці розкопки тривали до 1874 р.
Ще кілька фрагментів скульптур було знайдено під час розкопок 1904—1906 рр. під керівництвом Д. Дж. Хогарта. Віднайдені скульптурні фрагменти перебудови IV століття до н. е. та декілька фрагментів попереднього храму були зібрані та виставлені в «Ефеській кімнаті» Британського музею. Крім того, у музеї є можливо найстаріший скарб монет у світі (600 р. до н. е.), які були заховані в горщику в фундаменті першого храму.
Сьогодні місце храму, що лежить недалеко від Сельчука, позначене єдиною колоною, складеної з роз'єднаних фрагментів, виявлених на цьому місці. Знамениті рельєфи колон Артемісіону нині перебувають у Британському музеї в Лондоні.
У середині XX століття були знайдені залишки майстерні Фідія, де збереглися три зменшені копії статуї Артеміди. Вони зберігаються в музеях Туреччини.

## Галерея

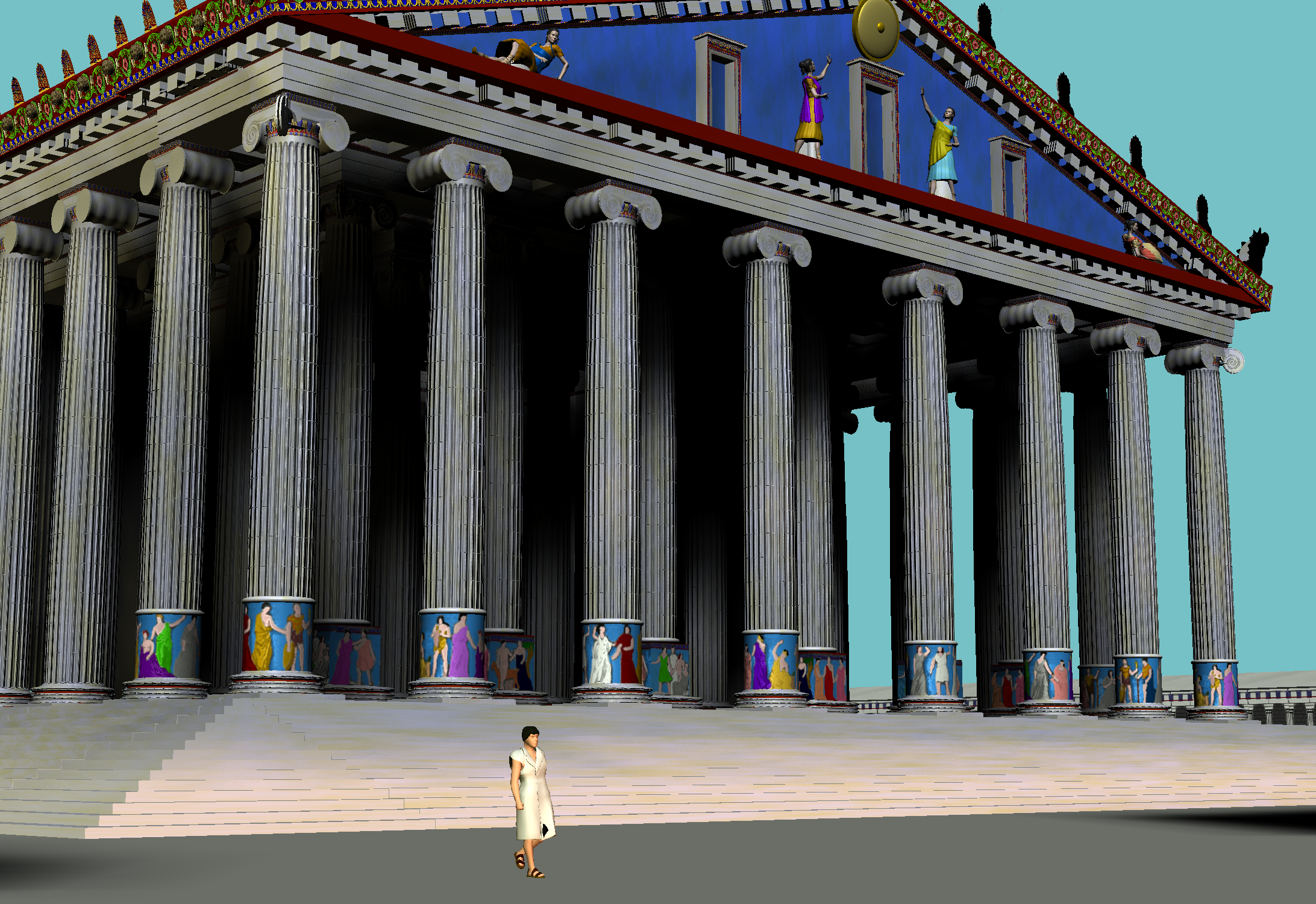
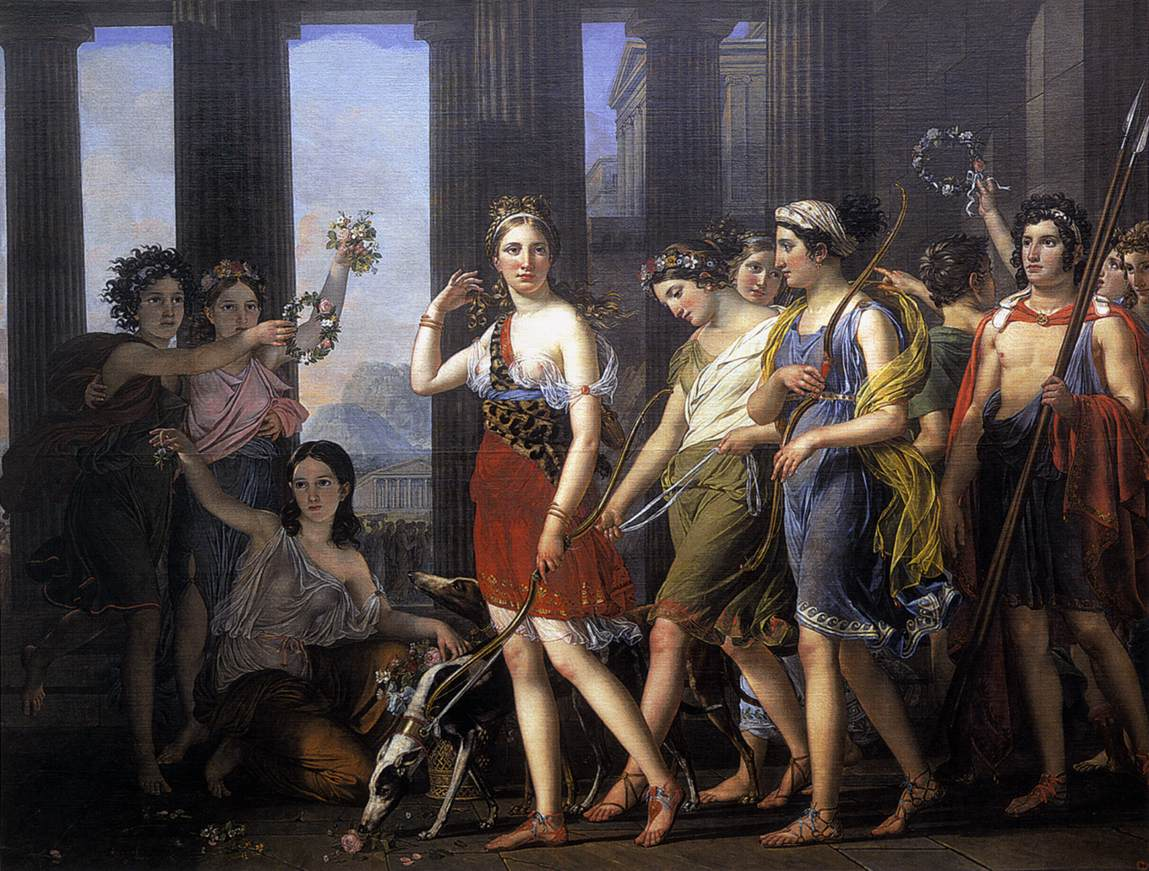
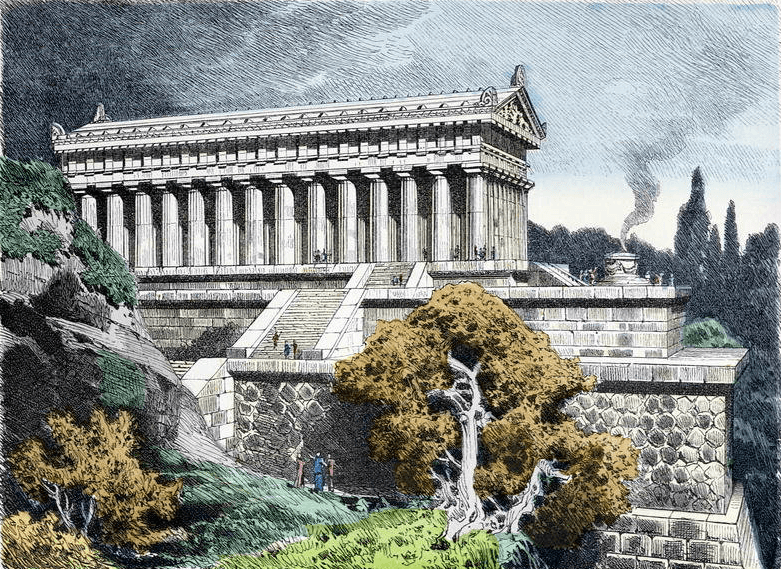
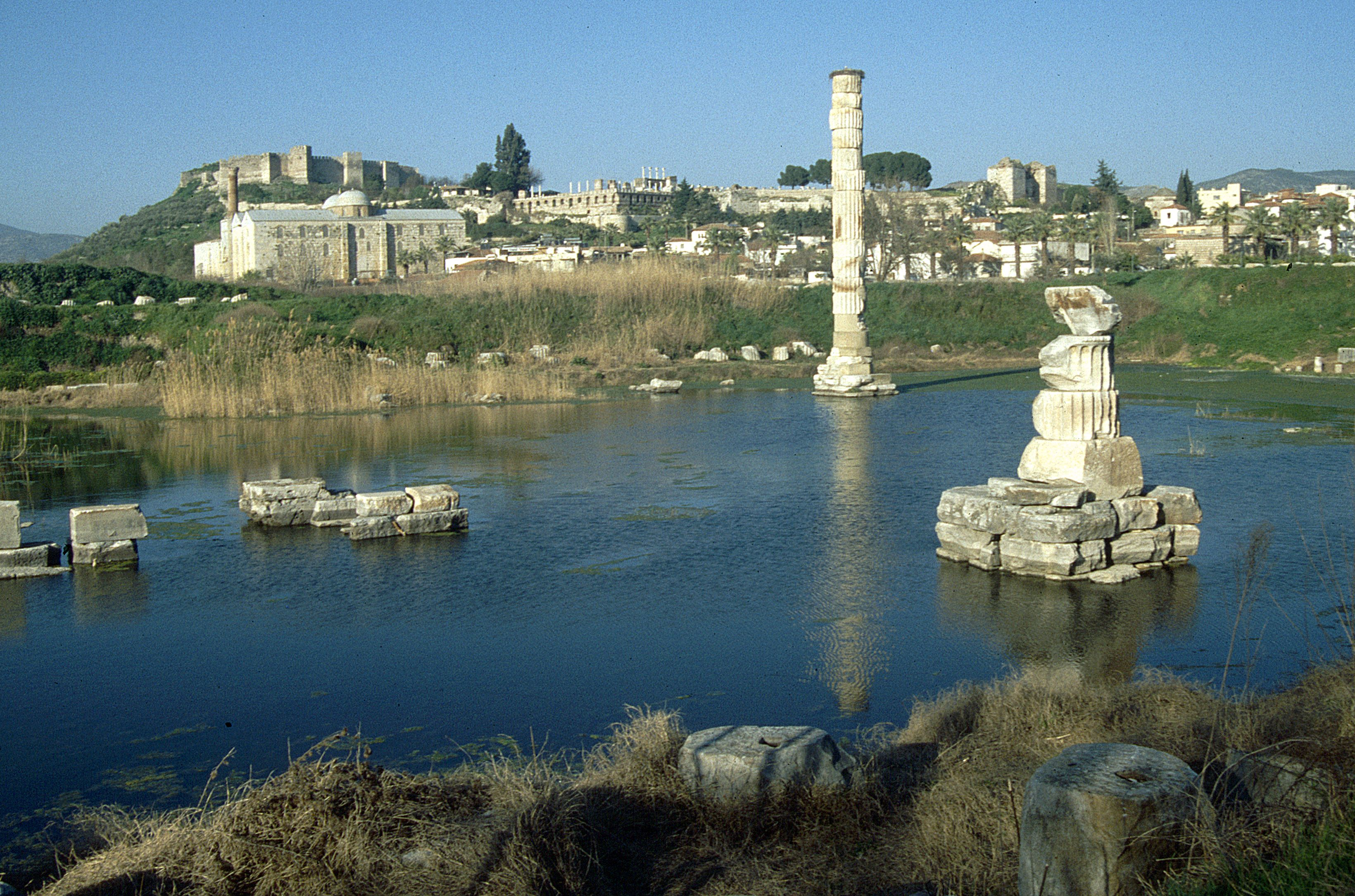
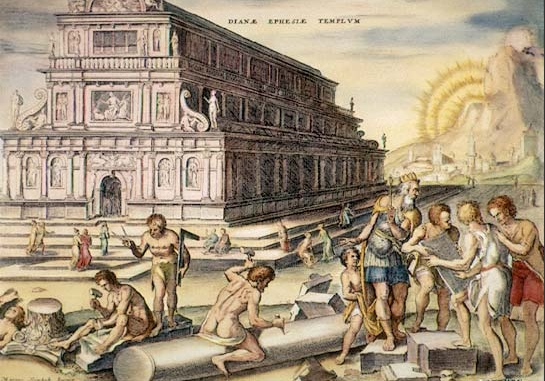
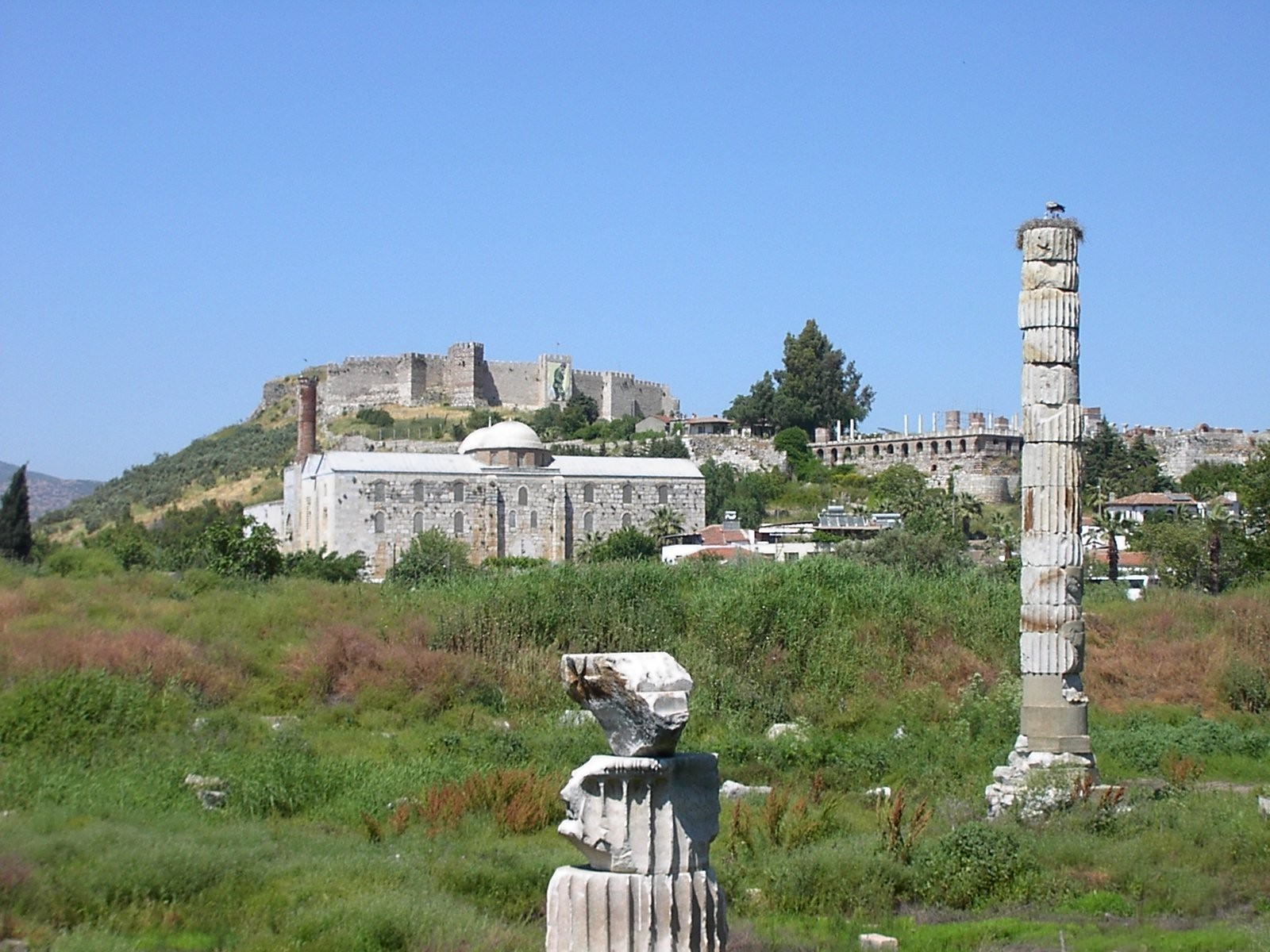

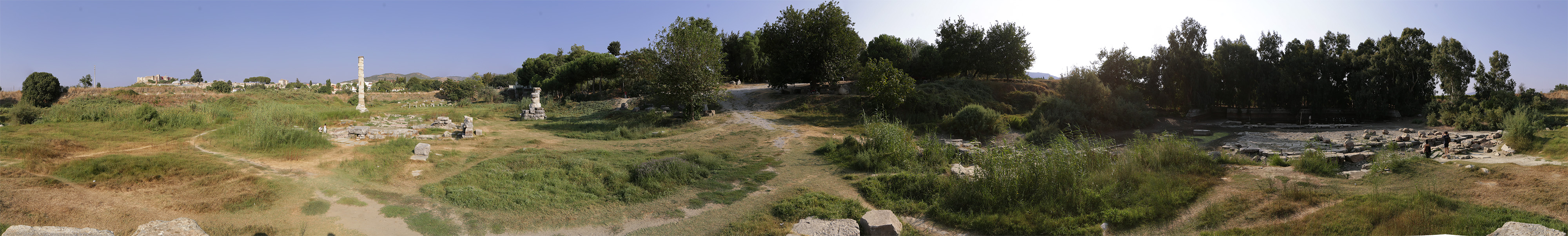
Сучасний панорамний вид місця розташування храму